# Eccidio di Cefalonia
L'eccidio di Cefalonia fu un crimine di guerra compiuto da reparti dell'esercito tedesco a danno dei soldati italiani presenti su quelle isole alla data dell'8 settembre 1943, giorno in cui fu annunciato l'armistizio di Cassibile che sanciva la cessazione delle ostilità tra l'Italia e gli anglo-americani. In massima parte i soldati presenti facevano parte della divisione Acqui, ma erano presenti anche finanzieri, Carabinieri e militari della Regia Marina. Analoghi avvenimenti si verificarono a Corfù che ospitava un presidio della stessa divisione Acqui.
La guarnigione italiana di stanza nell'isola greca si oppose al tentativo tedesco di disarmo, combattendo sul campo per vari giorni con pesanti perdite, fino alla resa incondizionata, alla quale fecero seguito massacri e rappresaglie nonostante la cessazione di ogni resistenza. I superstiti furono quasi tutti deportati verso il continente su navi che finirono su mine subacquee o furono silurate, con gravissime perdite umane.

## Premesse
Dopo l'entrata in guerra dell'Italia nel 1940 a fianco della Germania, Mussolini decise di condurre una "guerra parallela" per non restare indietro di fronte alle vittorie conseguite dalla Wehrmacht. In particolare decise di invadere la Grecia, per cercare di affermare i Balcani come sfera di influenza italiana. La spedizione in Grecia tuttavia non ebbe l'esito previsto, e le operazioni presto si arenarono. L'esercito greco, più determinato, avvantaggiato dal terreno e dalla conoscenza dei luoghi, e appoggiato dall'aviazione britannica, riuscì anche a respingere profondamente le truppe italiane in territorio albanese. Nella primavera del 1941 grazie all'intervento tedesco che fece collassare le difese elleniche, gli uomini del generale Papagos furono costretti alla resa. La Grecia fu così sottoposta a occupazione, spartizione e controllo bipartito italotedesco. L'Italia ebbe il controllo delle Isole Ionie, inclusa Cefalonia, occupata dai paracadutisti italiani il 30 aprile 1941, ma guarnigioni tedesche erano dislocate in punti strategici a rinforzo dello schieramento italiano.

### Gli schieramenti

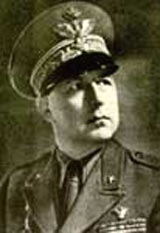
Antonio Gandin, comandante della 33ª Divisione fanteria "Acqui"

Strategicamente molto importanti, le isole di Corfù, Zante e Cefalonia presidiavano l'accesso a Patrasso e al golfo di Corinto. La 33ª Divisione fanteria "Acqui" del generale Antonio Gandin fu stanziata nelle isole, col 18º Reggimento fanteria da montagna a presidio di Corfù e col grosso a Cefalonia, composto dal 17º e 317º Reggimento fanteria da montagna (giunto a Cefalonia nel maggio 1942), dal 33º Reggimento artiglieria, dal comando e dai servizi divisionali.

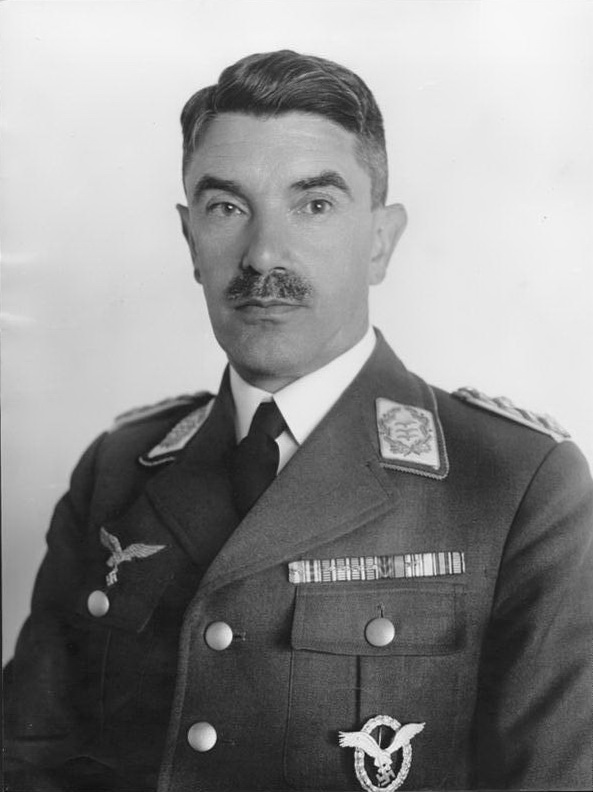
Il generale della Luftwaffe Alexander Löhr, comandante dello Heeresgruppe E

A Cefalonia, oltre alla Acqui, erano presenti la 2ª Compagnia del VII Battaglione Carabinieri Mobilitato più la 27ª Sezione Mista Carabinieri, i reparti del I Battaglione Finanzieri mobilitato, il 110º Battaglione mitraglieri di corpo d'armata, il CLXXXVIII Gruppo artiglieria di corpo d'armata (con tre batterie da 155/14), il III Gruppo contraereo da 75/27 C.K., i marinai che presidiavano le batterie costiere (una da 152/40 e una da 120/50), il locale Comando Marina e tre ospedali da campo per un totale di circa 12 000 uomini. Fino a fine agosto, organica alla divisione era anche la 27ª Legione CC.NN. d'Assalto, che aveva sostituito la 18ª Legione già con la "Acqui" durante la campagna di Grecia, ma che fu richiamata in patria alla caduta del fascismo.
Le batterie di artiglieria in funzione antinave, armate con pezzi di preda bellica tedesca di provenienza francese e belga, ma affidate a personale italiano della Regia Marina, furono dislocate sulle coste dell'isola e in particolare nella penisola di Paliki e nei pressi di Argostoli. I reparti presenti a Cefalonia dipendevano dall'VIII Corpo d'armata, a difesa dell'Etolia-Acarnania, mentre il 18º Reggimento dipendeva dal XXVI Corpo d'armata dispiegato in Epiro e Albania. Questi due corpi d'armata comprendevano forze italotedesche in Grecia ed erano inquadrati sotto la 11ª armata con comando ad Atene, dipendente a sua volta dallo Heeresgruppe E tedesco; l'armata in quel momento era comandata dal generale Carlo Vecchiarelli. In questa stessa armata erano inquadrate la 104. Jäger-Division (VII corpo d'armata) e 1. Gebirgs-Division (XXVI corpo d'armata) che prenderanno parte ai successivi avvenimenti.
Progressivamente i tedeschi dispiegarono un loro presidio composto dal Festungs-Infanterie-Regiment 966 (966º Reggimento Fanteria da fortezza) su due battaglioni (Festungs-Bataillon 909 e Festungs-Bataillon 910) al comando dell'oberstleutnant (tenente colonnello) Hans Barge, e dalla 2ª batteria dello Sturmgeschütz-Abteilung 201 (201º Battaglione Semoventi d'assalto), composta da otto StuG III con cannone da 75 mm, più uno Sturmhaubitze 42 da 105 mm. Questi ultimi si posizionarono insieme con una compagnia del 909º nel pieno centro di Argostoli, il capoluogo dell'isola. L'operazione tedesca faceva parte di una progressiva manovra di "incapsulamento" dei reparti dell'11ª Armata di stanza in Grecia, per prevenire eventuali defezioni o cedimenti in caso di sbarco angloamericano.
La Acqui era composta da personale inesperto, come il 317º Reggimento neocostituito e composto da personale richiamato o che non combatteva da due anni, o come il 17º fanteria e il 33º artiglieria che avevano preso parte alla campagna di Grecia, mentre il 966º Reggimento tedesco era forte di circa 1 800 uomini. Lo svantaggio italiano si faceva anche sentire a livello di artiglieria, dove i pezzi, tranne quelli di preda bellica e i 75/27 contraerei, erano quasi tutti obsoleti. Praticamente assente era la Regia Aeronautica, mentre la Regia Marina – oltre a reparti di terra – aveva solo unità di naviglio sottile, tra cui alcuni MAS e dragamine.

## I fatti di Cefalonia

### Il precipitare della situazione
Fino ai primi mesi del 1943 la convivenza tra soldati italiani e tedeschi nell'isola non aveva presentato problemi e vennero anche svolte esercitazioni comuni di difesa; le cose cambiarono radicalmente dall'8 settembre di quello stesso anno, quando venne reso noto che il governo Badoglio aveva firmato un armistizio con i britannici e gli statunitensi, denunciando di fatto la fine dell'alleanza tra Italia e Germania.

#### 8 settembre
Le prime reazioni da parte della Divisione Acqui furono di grande stupore ma anche di gioia, nell'illusione che la guerra stesse per finire. Dopo i festeggiamenti, comunque, alle 20:15 vennero mandate fuori le pattuglie di vigilanza. Un atto ostile venne compiuto dai tedeschi quando uno dei semoventi ad Argostoli puntò il suo cannone contro il dragamine Patrizia, all'ancora, che per risposta puntò a sua volta le mitragliere di bordo.
Alle 21:30 dell'8 settembre il generale Vecchiarelli (come comandante dell'11ª armata) inviò un messaggio a Gandin che testualmente riportava:
I tedeschi avevano comunque iniziato l'attuazione dell'Operazione Achse, consistente nel disarmo forzoso e internamento delle truppe italiane. Poco dopo le 22:30, viene ricevuto l'ordine per le navi presenti e in grado di muoversi di raggiungere immediatamente Brindisi, ancora in mano agli italiani.

#### 9 settembre
Secondo gli ordini di Gandin della sera prima, il II battaglione del 17º reggimento, in riserva a Mazarakata, insieme a tre batterie del 33º reggimento (la 1ª da 100/17 comandata dal capitano Amos Pampaloni, la 3ª da 100/17 del capitano Renzo Apollonio e la 5ª da 75/13 del tenente Abele Ambrosini), venne spostato ad Argostoli a protezione del quartier generale. Gandin inviò anche una compagnia di fanteria, l'11ª del 17º comandata dal capitano Pantano, a presidiare il bivio di Kardakata, posizione strategicamente importante in quanto situata su delle alture dominanti le coste a est dell'isola. Alle 5 del mattino, un'autocolonna tedesca con vari plotoni di rinforzo proveniente da Lixouri, la parte nord dell'isola dove era acquartierato il grosso del 966º, tentò di passare; gli italiani puntarono le armi costringendo i tedeschi a tornare indietro.
Alle 7 una colonna di rifornimenti scortata da cannoni anticarro venne bloccata alla periferia di Argostoli dai cannoni della 3ª batteria, ma il comando di divisione ordinò poi di lasciarli passare. Alle 9 Gandin ricevette il tenente colonnello Barge per discutere della situazione. Il tedesco chiese di ottemperare alle disposizioni di Vecchiarelli, che erano arrivate anche ai reparti tedeschi della 11ª armata, relative alla non belligeranza contro i tedeschi. Alle 09:50 venne ricevuto un ulteriore dispaccio, sempre da parte del comando di Atene, in cui si ordinava di cedere tutte le armi collettive a disposizione:
Sulla base di questo messaggio iniziarono a manifestarsi tra gli ufficiali diverse correnti di pensiero sulla linea di condotta da tenere: alcuni decisamente antitedeschi e altri (i tenenti colonnelli Uggè e Sebastiani) che invece ritenevano di dover continuare a combattere insieme ai tedeschi. In mezzo a questi, molti altri avrebbero voluto la cessione delle armi ai tedeschi, ritenendo impraticabile una seria resistenza.

#### 10 settembre

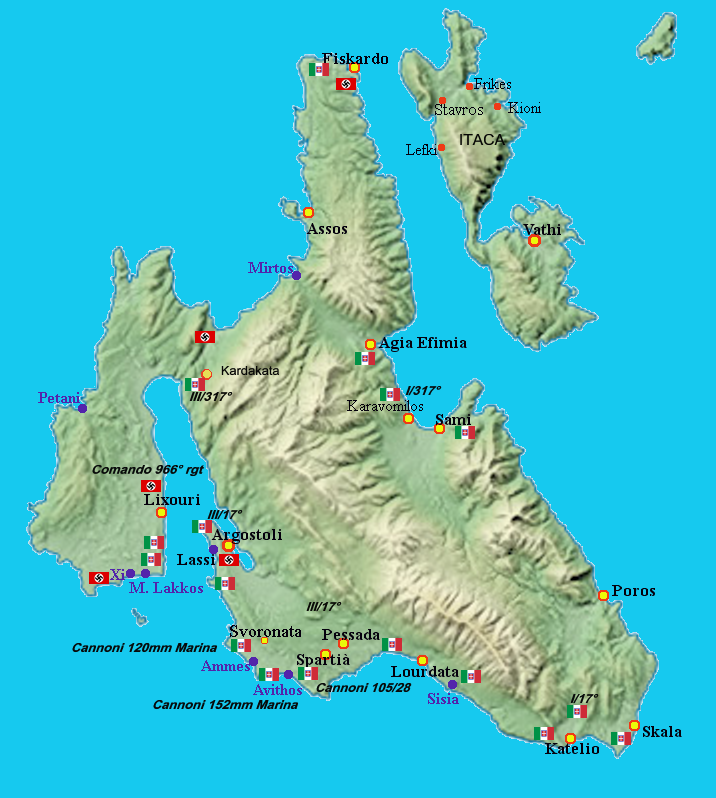
Le posizioni a Cefalonia all'8 settembre 1943

La discussione tra i soldati italiani sul da farsi fervette, anche a causa di volantini diffusi dalla resistenza greca che riportavano: "Soldati italiani! È giunta l'ora di combattere contro i tedeschi! I patrioti ellenici sono al vostro fianco Viva l'Italia libera! Viva la Grecia libera!" In realtà i patrioti ellenici, pur facendosi consegnare armi a questo scopo, non daranno nessun appoggio alla lotta, come gli italiani scopriranno a loro spese. Nel frattempo il comando e la truppa della Acqui vengono informati dal sergente Baldessari, proveniente dal presidio di Santa Maura che il presidio è stato catturato dai tedeschi, e il suo comandante colonnello Ottalevi e due ufficiali sono stati uccisi. Secondo alcuni, i tedeschi richiesero la consegna delle armi individuali dopo aver ottenuto la consegna delle armi pesanti mentre secondo altri i tedeschi furono "provocati".
Durante l'incontro tra Gandin e Barge entrambe le parti prendevano tempo; da parte italiana si aspettava un chiarificarsi della situazione e istruzioni dettagliate dal Comando Supremo con possibili rinforzi, ignorando che lo stesso Comando non era in grado di operare per la fuga a Brindisi del re Vittorio Emanuele III e dello stato maggiore, mentre i tedeschi cercavano ancora di ottenere il disarmo in modo incruento. I tedeschi programmarono comunque la fucilazione di eventuali resistenti: un telegramma dello Heeresgruppe E ai comandanti delle grandi unità dipendenti dice testualmente
Ma tra le truppe italiane molti soldati e anche vari ufficiali inferiori erano per la resistenza ai tedeschi, principalmente Apollonio, Pampaloni e Ambrosini tra gli ufficiali del 33º reggimento artiglieria, manifestando dubbi su Gandin, insignito di croce di ferro dai tedeschi per le sue azioni sul fronte russo e con relazioni personali nell'OKW; anche la quasi totalità dei marinai a cominciare dal loro comandante capitano di fregata Mastrangelo e i suoi ufficiali.
Gandin invece, valutando che la superiorità numerica locale non compensava la presenza di oltre 300 000 tedeschi tra Epiro e Jugoslavia e la numerosa aviazione germanica, cercava di trattare una resa onorevole, non avendo alcuna evidenza di un possibile aiuto alleato al combattimento o all'evacuazione. Per questo consultò gli ufficiali dello stato maggiore e i comandanti di reggimento in merito alla ricerca di un parere sulla eventuale cessione delle armi; il colonnello Romagnoli, comandante del 33º reggimento artiglieria, e Mastrangelo erano per la resistenza mentre il generale Gherzi, vicecomandante della divisione e comandante della fanteria, il tenente colonnello Fioretti, capo di stato maggiore della divisione, il tenente colonnello Cessari, comandante del 17º reggimento fanteria, e il maggiore Filippini, comandante del genio divisionale, erano per la cessione delle armi pesanti secondo le richieste tedesche.

#### 11 settembre

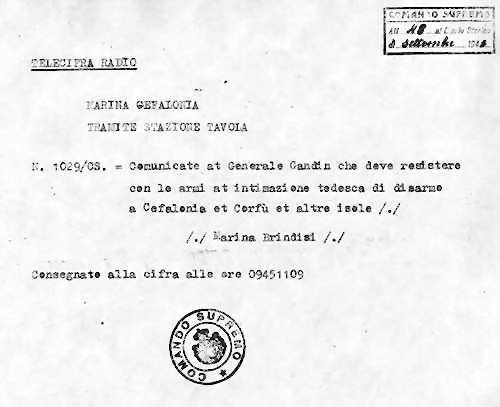
L'ordine inviato da Brindisi ad Antonio Gandin l'11 settembre 1943

I tedeschi presentarono un ultimatum in nove punti a firma di Barge, imponendo il disarmo totale della divisione con la consegna delle armi nella piazza centrale di Argostoli entro il 12 settembre alle ore 18 davanti all'intera popolazione (punti 1 e 3), proibendo altresì (punto 5) la consegna di materiale alla "popolazione" greca; il punto 6 minacciava un intervento "senza riguardo" in caso di sabotaggi o violenze contro i tedeschi mentre il punto 7 prometteva genericamente "agli ufficiali e soldati disarmati un trattamento cavalleresco". Gandin rispose con una lettera con oggetto "Richiesta di chiarimenti" dove tra l'altro sottolineava l'impossibilità di adempiere nei tempi richiesti alla consegna dei materiali.
A quel punto la quasi totalità dell'artiglieria della Divisione Acqui (non solo il 33º ma anche l'artiglieria divisionale) e i reparti della Regia Marina, venuti a conoscenza delle condizioni di resa, si rifiutarono categoricamente di accettare l'ultimatum, preparando un piano di azione contro i tedeschi, designando gli obiettivi e cercando accordi con i partigiani greci dell'ELAS. La nuova richiesta di Barge, che come unica concessione prevedeva la consegna delle armi in luogo "nelle vicinanze di Argostoli" per evitare il disonore di una resa pubblica, pervenne al quartier generale, ma non faceva alcun cenno al trasferimento in Italia della divisione. Nella giornata, anche se vi sono dubbi sull'ora dell'esatta ricezione e per alcuni sopravvissuti anche del giorno (il 13 invece dell'11), arrivò un radiomessaggio del generale Rossi, vice del capo di stato maggiore generale Ambrosio: "Considerare le truppe tedesche nemiche".
Gandin alle 17 incontrò i sette cappellani della divisione, ai quali illustrò la situazione e chiese anche a loro un parere; tranne uno, tutti invitarono Gandin a cedere le armi. Alle 17:30 Gandin incontrò poi Barge, chiedendogli una dilazione fino all'alba; per tranquillizzare i tedeschi che già stavano sbarcando rinforzi nella parte dell'isola vicina alla costa e sotto il loro parziale controllo, propose il ritiro dei reparti che presidiavano le alture di Kardakata, dalla quale si dominano le spiagge dove questi reparti sbarcavano e le due strade che vi si incrociavano, facendone uno snodo strategico per spostarsi sull'isola. Questo ritiro però non si estendeva all'artiglieria dislocata sulla penisola di Paliki e presso Fiscardo, le cui batterie sarebbero quindi rimaste sotto la minaccia tedesca senza la protezione della fanteria. Nel frattempo i quattro dragamine ancorati a Fiscardo salparono verso l'Italia dopo aver legato il loro comandante; Fioretti e Barge iniziarono un lungo colloquio per specificare i dettagli del disarmo.

#### 12 settembre

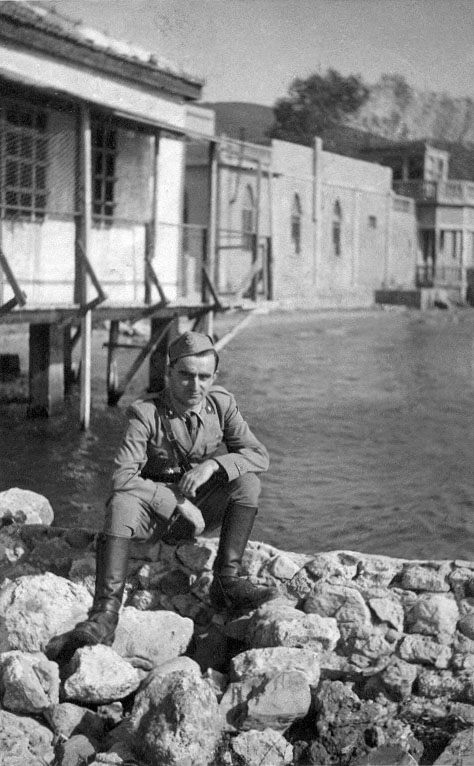
Il sottotenente Battista Actis, coautore del libro Cefalonia: l'ultima testimonianza, fotografato sull'isola nel 1943

In seguito all'ordine di arretramento su Razata inviato al II Battaglione del 317º, molti soldati contestarono e si rifiutarono di caricare le munizioni sui mezzi e due mitragliatrici vennero puntate sugli autocarri; dopo l'intervento di alcuni ufficiali inferiori, arrivò il maggiore Fanucchi, comandante del battaglione, che fu ferito di striscio da un colpo di fucile. Il fatto ebbe l'effetto di placare gli animi e la protesta rientrò. Nel frattempo il piano di sbarazzarsi con la forza dei tedeschi veniva dettagliato e le batterie del 33º entrarono in stato di allarme, senza l'avallo del comando di divisione. La stazione radio della Marina si mise in contatto con le forze navali alleate a Malta con un radiogramma in chiaro, che viene intercettato dai tedeschi, come tutto il traffico in entrata e uscita dall'isola.
Nella risposta, il comando alleato ricordò (ma il fatto non era a conoscenza dei militari sull'isola) che la corazzata Roma era stata affondata e che i tedeschi dovevano essere considerati come nemici. Esiste un'altra versione, raccontata nel documentario RAI Tragico e glorioso 1943 del 1973, secondo la quale questa informazione sarebbe stata trasmessa dalla sala radio della corazzata Vittorio Veneto sempre a Malta. Le parole usate nel video furono "La Roma è stata affondata; non cedete le armi". I tedeschi nel frattempo annullarono il previsto bombardamento su Argostoli, ma mentre Barge era ancora convinto di poter effettuare il disarmo, le spinte insurrezionali aumentarono di ora in ora; un ufficiale, il capitano Gazzetti, venne ucciso per aver rifiutato di consegnare immediatamente il camion col quale stava trasferendo delle suore ad alcuni marinai che volevano trasportare armi.
Mentre Barge alle 16 riprendeva i colloqui con il comando della Acqui, i tedeschi disarmarono e presero prigioniero il personale delle batterie costiere che da San Giorgio (2ª Batteria da 105/28 dell'artiglieria divisionale) e da Chavriata (2ª Batteria da 100/17 del 33º Reggimento), nella penisola di Paliki, controllavano dal nord la baia di Argostoli e lo stesso comando tedesco a Lixuri. Un semovente tedesco della 201ª Batteria puntò il cannone contro la 3ª Batteria, ma immediatamente venne puntato da un pezzo della stessa e dai pezzi della 5ª Batteria di Ambrosini e dovette andarsene. Inoltre vi furono richieste molto pressanti da parte di alcuni ufficiali del 33º Reggimento artiglieria, tra i quali Amos Pampaloni e Renzo Apollonio, che arrivarono addirittura, secondo i resoconti del tenente colonnello Giovanni Battista Fioretti dello stato maggiore della divisione, al limite dell'ammutinamento tanto che lo stesso gli si rivolse in questo modo "Siete venuti qui in veste di comandanti di reparto o come capibanda?", al fine di iniziare le ostilità contro i tedeschi. Ci furono anche gesti di intolleranza nei confronti di Gandin e, in un episodio, un carabiniere addirittura lanciò una bomba a mano verso la vettura nella quale stava transitando il generale, ma l'ordigno non esplose.

#### 13 settembre

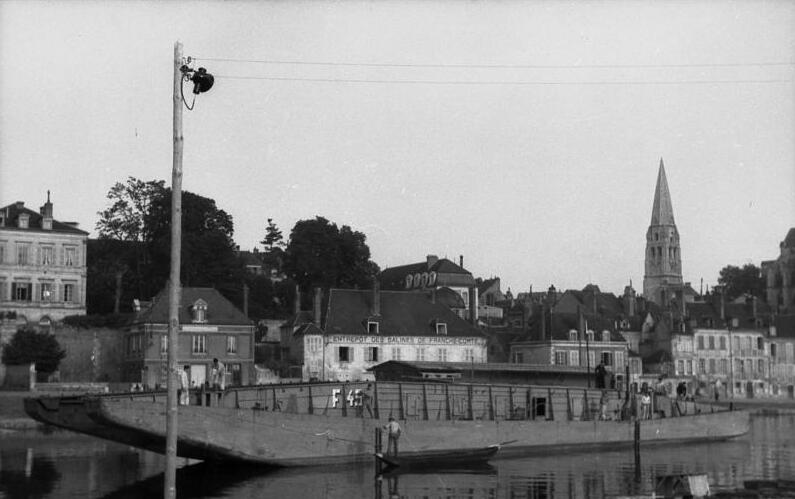
Una motozattera, la F456, simile a quelle coinvolte nel combattimento di Argostoli

Alle 2 del mattino il tenente colonnello Siervo, comandante del II/317º, informò di persona Pampaloni che, dietro ordine di Gandin, il suo battaglione doveva essere spostato presso il cimitero di Argostoli; questo implicava che le tre batterie (1ª, 3ª e 5ª) che presidiavano il porto non avrebbero avuto alcuna copertura di fanteria per difendersi da eventuali attacchi. Immediatamente Pampaloni si consultò con Siervo e col colonnello Romagnoli, comandante del 33º, chiedendo di far revocare l'ordine, ma Romagnoli, sentito Siervo sull'affidabilità sotto il fuoco del suo battaglione, non ritenne di poter acconsentire; il II/317º si spostò presso la nuova posizione.
Alle 6 del mattino, il colonnello Ricci assistette al bombardamento di piroscafi italiani partiti da Patrasso da parte di velivoli tedeschi. Ad Argostoli, Pampaloni svegliò Apollonio comunicandogli che due motozattere tedesche, secondo una sua valutazione "zeppe di uomini e mezzi", stavano per attraccare alla banchina, a pochissima distanza dal comando di divisione e dalla guarnigione tedesca in città comandata da Fault. Apollonio osservò e allertò anche la 5ª batteria di Ambrosini, peraltro già con i serventi ai pezzi di loro propria iniziativa. Come più anziano in grado, Apollonio diede l'ordine di aprire il fuoco, ma le due mitragliere Breda da 20 mm rimosse dal dragamine Patrizia e aggregate alla 3ª batteria iniziarono autonomamente a sparare sui due pontoni. Le due motozattere, la F494 e la F495, vennero quindi colpite dal fuoco ravvicinato di mitragliere, cannoni da 100/27 e 75/13 dell'esercito e ben presto dai pezzi da 120 mm e 152 mm della Marina posti a Lardigò (attualmente Ammes) e Minies (ora Avithos). Un mezzo affondò, l'altro attraccò protetto da una cortina fumogena stesa dai cannoni tedeschi che sparano dalla penisola di Paliki e dai semoventi della 2ª batteria del 201º battaglione di Argostoli.
I tedeschi dopo aver fatto approdare la motozattera, ricevettero ordine da Barge di cessare il fuoco mentre questi contattò il quartier generale della Acqui per chiedere altrettanto, ma quando il capitano Postal, aiutante maggiore di Romagnoli, notificò l'ordine di Gandin a Pampaloni, "la linea cade in continuazione"; la 5ª batteria rifiutò di eseguire un ordine che venga da "traditori" e non da Apollonio. Presentatosi direttamente alla 3ª batteria, intimò di cessare il fuoco, ma Apollonio rispose che i tedeschi stavano ancora sparando. Dopo l'assicurazione di Postal che anche i tedeschi avessero ricevuto analogo ordine, non ordinò il cessate il fuoco se non dopo una minaccia di Postal con le testuali parole: "Guarda che qui va a finir male". Durante lo scontro, la 411ª batteria del 94º gruppo di artiglieria abbandonò la posizione per sbarrare l'accesso al comando di divisione. Alla fine i tedeschi contarono 5 morti e 8 feriti, mentre gli italiani un ferito grave, ma i fanti del 17º e del 317º non erano in alcun modo intervenuti nel combattimento, anche quando i tedeschi avevano assaltato le batterie al porto.
Dopo l'episodio i tedeschi, che ancora non avevano disponibile un numero sufficiente di truppe sull'isola, tentarono un ulteriore negoziato, promettendo un imbarco per l'Italia controllata dai tedeschi, a condizione che le truppe avessero ceduto le armi e si fossero concentrate nei porti di Sami e Poros, già sapendo che questo non sarebbe mai avvenuto, in ottemperanza alle disposizioni di Hitler contenute nel piano Achse; il negoziatore nella circostanza, tenente colonnello della Luftwaffe Hermann Busch, chiese anche di conoscere i nomi degli ufficiali che avevano aperto il fuoco con le motozattere. Nel frattempo il numero degli ufficiali fautori della resistenza ai tedeschi aumentava, comprendendo anche il tenente colonnello Deodato e il capitano dei carabinieri Gasco, da cui dipendeva il militare che aveva lanciato la bomba a mano verso la macchina di Gandin. Gandin diffuse un messaggio alle truppe che recitava:
Contemporaneamente il generale Lanz decollò da Giannina per Cefalonia con un idrovolante, ma mentre tentava di ammarare ad Argostoli venne preso di mira dalla contraerea italiana e scese a Lixuri, da dove telefonò a Gandin. Non vi sono tracce scritte della conversazione, ma mentre Lanz testimonierà al processo di Norimberga che il generale italiano era stato informato di quell'ordine senza scampo (la fucilazione in caso di resistenza), così come Barge, nessun sopravvissuto tra gli italiani accennò a un simile fatto, tanto meno si evince dall'ultimatum inviato da Lanz a Gandin in quell'occasione, che ammonisce solo che (punto 2) se non verranno cedute le armi, le forze armate tedesche costringeranno alla cessione. e dichiara che (punto 4) la divisione che ha fatto fuoco su truppe e navi tedesche... ha compiuto un aperto ed evidente atto di ostilità.
Nel contempo, un'ulteriore provocazione veniva fatta dai tedeschi che nella piazza principale di Argostoli, piazza Valianos, ammainavano la bandiera italiana, ma venivano prontamente disarmati dai soldati della Acqui, che issavano nuovamente la bandiera sul pennone. Nel frattempo a Corfù un battaglione della divisione Edelweiss che tentava di sbarcare veniva respinto con poche perdite, ma gravi danni ai mezzi da sbarco, il che poneva i tedeschi in difficoltà nel tentativo di sopraffare la Acqui, mentre il negoziatore sul posto, maggiore Harald von Hirschfeld, relazionava sulle possibili ulteriori modalità di attacco all'isola. Il maggiore sarà in seguito pesantemente coinvolto nel massacro.
Mentre durante la giornata Apollonio, Pampaloni e Ambrosini erano stati convocati al comando di divisione, e il vice di Gandin, Gherzi, era arrivato ad apostrofare Pampaloni dicendo tu sei una testa calda, e questi rispondeva che tra le truppe si parla di tradimento da parte del comando di divisione, la possibile resa si trasformò in decisione di resistenza; ulteriori fatti, come il pesante bombardamento di Corfù e in particolare il capoluogo Kerkira da parte della Luftwaffe, la ricezione di un messaggio da Zacinto che annunciava la resa del generale Paderni e quattrocento militari italiani, prontamente spediti in Germania, e la certa (a questo punto) ricezione del radiomessaggio a firma Ambrosio che invita a considerare truppe tedesche come nemiche e regolarvi di conseguenza fecero sì che Gandin riposizionasse i due reggimenti di fanteria in funzione del combattimento, con uno schieramento orientato verso la costa greca e il presidio tedesco di Argostoli. Infine, secondo alcune fonti, Gandin avrebbe promosso un referendum tra le truppe per saggiare la loro volontà di combattere i tedeschi, mentre altre fonti mettono pesantemente in discussione questa ipotesi.

#### 14 settembre

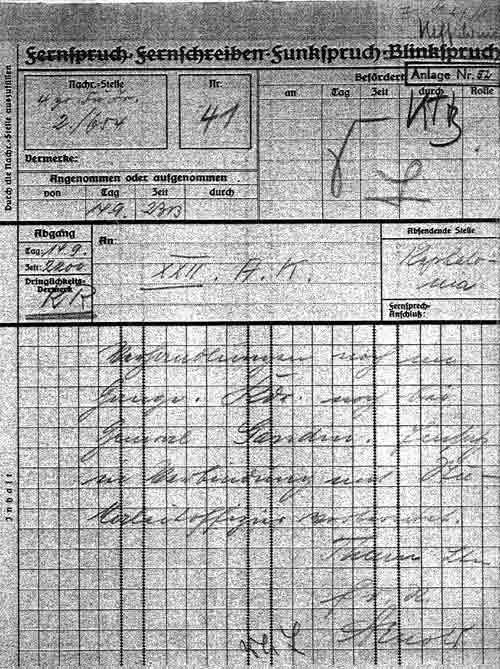
Radiomessaggio del luogotenente Thuns, del 14 settembre

Il 14 settembre alle ore 12 Gandin informò i tedeschi del risultato del "referendum" effettuato tra i soldati della Divisione, rimarcando sulla scarsa fiducia che i soldati avevano nelle promesse dell'ex alleato di rimpatriarli accontentandosi delle armi pesanti e collettive; nella versione tedesca della lettera Gandin disse tra l'altro "La divisione si rifiuta di eseguire l'ordine di radunarsi nella zona di Sami perché teme di essere disarmata, contro tutte le promesse tedesche... la divisione preferirà combattere piuttosto che subire l'onta di una cessione delle armi..." Di questa lettera esistono diverse versioni, riportate da padre Romualdo Formato e dal capitano Bronzini, con toni più ultimativi ma di analogo contenuto.
Nel frattempo i tedeschi (il tenente colonnello Barge) avevano già spostato il 910º battaglione granatieri da fortezza sulle alture di Kardakata che Gandin aveva abbandonato come segno di buona volontà e dato disposizione alle truppe presenti ad Argostoli (parte del 909º battaglione e i semoventi d'assalto) di tenersi pronti ad attaccare il comando della Acqui e le batterie di artiglieria italiane. Mentre i tedeschi continuavano a fare affluire truppe sull'isola, gli italiani compirono operazioni di tipo difensivo come il brillamento di cariche esplosive su crocevia e strade per renderle impraticabili, ma impedendo anche il passaggio dei propri rifornimenti e rinforzi. Non era ancora noto alla divisione che gli Alleati avevano deciso di non inviare alcun aiuto a Cefalonia per ragioni politiche, cioè non danneggiare i rapporti con l'Unione Sovietica che riteneva di fatto i Balcani una sua esclusiva zona di influenza.

### Inizia la battaglia

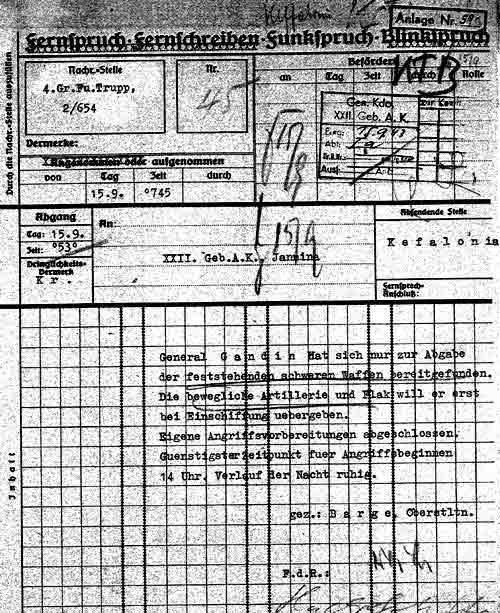
Radiomessaggio di Hans Barge, l'ufficiale tedesco con cui Gandin trattò la resa prima che la situazione degenerasse, del 15 settembre

Il 15 settembre i tedeschi, in quel momento inferiori di numero, fecero pervenire sull'isola nuove forze: il 3º battaglione del 98º Reggimento da montagna e il 54º Battaglione da montagna, appartenenti alla 1. Gebirgs-Division (1ª Divisione da montagna) Edelweiss, il 3º battaglione del 79º Reggimento artiglieria da montagna, e il 1º battaglione del 724º Reggimento cacciatori, quest'ultimo inquadrato nella 104. Jäger-Division (104ª Divisione cacciatori), sotto il comando del Maggiore Harald von Hirschfeld, coadiuvati dalla presenza dell'aviazione tedesca con i suoi Stuka alla quale gli italiani potevano opporre solo il fuoco di alcune mitragliere contraeree da 20 mm e il tiro contraereo dell'unico gruppo da 75/27 e di pezzi di artiglieria da campagna.
La precedente decisione di abbandonare le alture al centro dell'isola assunta da Gandin come segno pacificatore verso i tedeschi si trasformò in un cruciale svantaggio tattico, in quanto da quelle alture si sarebbero potuti battere i punti di sbarco ostacolando notevolmente i rinforzi tedeschi. Ciononostante, le truppe italiane si batterono tenacemente, contendendo per una settimana il terreno ai tedeschi. Dal 16 al 21 settembre la resistenza fu accanita, soprattutto da parte del 33º Reggimento di artiglieria e delle batterie costiere della Regia Marina, fino a quando non vennero a mancare le munizioni e la glicerina per lubrificare i pezzi. Alcune batterie da campagna dovettero essere abbandonate dopo essere state rese inutilizzabili perché esposte all'avanzata delle truppe tedesche, sempre protette da un efficace mantello aereo.
Il 22 settembre il generale Gandin decise di convocare un nuovo Consiglio di Guerra nel quale si decise di arrendersi ai tedeschi. La tovaglia bianca sulla quale i comandanti mangiavano tutte le sere venne issata sul balcone della casa che era sede del comando tattico in segno di resa. A questo punto, Hitler in persona ordinò che i soldati italiani fossero considerati come traditori e fucilati. I soldati che erano stati in precedenza catturati e fatti prigionieri furono immediatamente e sommariamente giustiziati; i tedeschi che cercarono di opporsi furono dissuasi con la minaccia di essere a loro volta fucilati. I rastrellamenti e le fucilazioni andarono avanti per tutto il giorno seguente, e si fermarono solo il 28 settembre non risparmiando neanche Gandin, morto la mattina del 24. In particolare, 129 ufficiali furono fucilati presso una villa chiamata Casa Rossa e 7 subirono la stessa sorte il 25 settembre perché, nell'ospedale dove erano ricoverati, il giorno prima si era verificata la fuga di due ufficiali.
Compiuto l'eccidio, i tedeschi cercarono di farne scomparire le tracce: con l'eccezione di alcune lasciate insepolte o gettate in cisterne, la maggior parte delle salme furono bruciate e i resti gettati in mare. I superstiti furono caricati su navi destinate ai porti greci e dai porti greci ai treni con destinazione Polonia (Auschwitz, Treblinka e Ghetto di Minsk), ma due di esse (motonavi Sinfra e Ardena) incapparono in campi minati e affondarono, e la Mario Roselli fu colata a picco da aerei alleati, che non conoscevano il suo carico umano. Tra i pochissimi scampati all'eccidio e alla successiva prigionia ci fu il cappellano militare Romualdo Formato, autore negli anni 1950 di un libro intitolato appunto "L'eccidio di Cefalonia", e lo scrittore e conduttore televisivo Luigi Silori.

## Corfù e Zante
Anche le guarnigioni della "Acqui" stanziate a Corfù, Zante (Zacinto) e Leucade (Santa Maura) furono sopraffatte dai tedeschi, quest'ultima quasi subito data l'esiguità del presidio.
A Corfù i fanti del 18º reggimento fanteria e un gruppo di artiglieria del 33º reggimento artiglieria, circa 4 500 uomini comandati dal colonnello Luigi Lusignani, il 13 settembre, catturarono il presidio tedesco, composto da 450-550 militari della Wehrmacht, dei quali 441 (di cui 7 ufficiali) il 21 settembre furono fortunosamente trasferiti in Italia, scortati da alcune decine di carabinieri, su pescherecci mobilitati dal locale capo partigiano Papas Spiru: questi furono, in Italia, gli unici prigionieri di guerra tedeschi in mano a Badoglio, ed è verosimile che si debba a essi, per reciprocità, il mancato eccidio della "Acqui" a Corfù, a differenza di Cefalonia.
Il colonnello Lusignani il 12 e 13 settembre aveva già richiesto al Comando Supremo il reimbarco degli uomini con vari fonogrammi e inviando a Brindisi il maggiore Capra. In ogni caso Lusignani aveva considerato l'ordine di resa del generale Vecchiarelli come apocrifo.
A coadiuvare i fanti del 33º si erano affiancati il giorno 13 i fanti del I Battaglione del 49º Reggimento fanteria "Parma" comandati dal colonnello Elio Bettini, e altri reparti per un totale di 3 500 uomini. Il 21 settembre gli inglesi aviolanciarono su Corfù la missione militare Acheron. Successivamente i rinforzi tedeschi sbarcati il 24 e 25 settembre e dotati di un consistente supporto aereo sopraffecero gli italiani che si arresero il 26 settembre dopo furiosi combattimenti e l'esaurimento delle munizioni. Lusignani venne fucilato il giorno dopo insieme a Bettini e 27 ufficiali, mentre varie centinaia di soldati avevano perso la vita durante i combattimenti. A Lusignani e Bettini verrà concessa la medaglia d'oro al valor militare.

## Le perdite
Quando si parla di perdite della Divisione Acqui a Cefalonia è necessario distinguere tra:
- perdite avvenute durante i combattimenti dal 15 al 22 settembre 1943 (data della resa italiana);
- perdite avvenute dal 24 al 28 settembre a titolo di "rappresaglia" sui militari prigionieri;
- perdite avvenute in mare - nei mesi successivi - a causa dell'affondamento di alcune navi che trasportavano i prigionieri in Grecia, ovvero il piroscafo Ardena[55] di 1 098 tsl e stracarico di 840 prigionieri saltato su una mina il 28 settembre con la morte di 720 prigionieri[58] e il piroscafo Marguerite anch'esso saltato su una mina il 13 ottobre 1943 con la morte di 544 dei 900 prigionieri a bordo (complessivamente, quindi, i morti in mare tra i prigionieri di Cefalonia furono 1 264); la motonave Mario Roselli, con prigionieri di Corfù, fu affondata nella rada di Corfù da un attacco aereo alleato il 10 ottobre, con 1 302 morti tra i 5 500 prigionieri italiani che vi erano stati caricati[4];
- perdite avvenute in prigionia nei campi di concentramento tedeschi e di altri paesi da questi occupati.

Secondo Giorgio Rochat la Divisione Acqui avrebbe perso in combattimento 1 200 soldati e 65 ufficiali; circa 5 000 uomini, fra ufficiali e soldati, nei massacri indiscriminati seguenti la resa, cui vanno aggiunti 193 ufficiali fucilati fra il 24 e il 25 settembre e 17 marinai assassinati il 28, giungendo a una stima di circa 6 500 caduti, simile a quella cui giungono indirettamente i tedeschi (i rapporti indicavano 5 000 soldati italiani sopravvissuti agli scontri). Queste cifre comprendono in ogni caso il generale Gandin e 193 ufficiali, fucilati tra il 24 e il 25 settembre, più altri 17 marinai uccisi dopo aver seppellito i corpi dei loro commilitoni. I sopravvissuti, quantificati in una sessantina, trovarono rifugio tra la popolazione o tra i partigiani greci. Anche Arrigo Petacco è su questa linea di pensiero, stimando i caduti di Cefalonia in oltre 400 ufficiali e 5 000 soldati oltre ai 2 000 periti in mare, mentre i sopravvissuti furono meno di 4 000. Ancora, l'Associazione Nazionale Partigiani d'Italia quantifica le perdite complessive dei soldati stanziati a Cefalonia a 390 ufficiali e 9 500 uomini di truppa.
I superstiti furono in tutto circa 2 000 uomini di truppa. La maggior parte furono deportati prima in Germania e poi in Unione Sovietica, da dove molti non fecero ritorno. Per ultimo, Alfio Caruso nel suo Italiani dovete morire riporta 1 300 italiani morti durante i combattimenti e 5 000 passati per le armi: a questi numeri vanno aggiunti anche 3 000 naufraghi periti nel viaggio verso la terraferma, per un totale di 9 000 soldati e 415 ufficiali a fronte di 1 500 morti, 19 aerei e 17 mezzi da sbarco distrutti inflitti alla Wehrmacht. Non si conosce il numero preciso degli internati nei campi tedeschi e ghetti nella Polonia occupata dai tedeschi. All'ottobre 2015 l'Associazione nazionale Divisione Acqui ha censito i nominativi di 4 439 reduci da tali luoghi di prigionia, tornati in patria dopo la fine degli eventi bellici.
Le stime sopra riportate oscillano fra le 6 500 e le 9 500 vittime e traggono tutte in diversa misura origine da un comunicato emesso il 13 settembre 1945 dalla Presidenza del Consiglio, nel quale venivano indicate le perdite italiane in 9 000 soldati e 406 ufficiali. Il totale comprendeva i caduti in combattimento, i fucilati durante e dopo la battaglia e circa 3 000 uomini che, nel corso del trasporto per essere condotti in prigionia sul continente, annegarono a causa dell'affondamento dei mezzi che li trasportavano.
Il primo studioso a mettere in dubbio queste cifre fu Massimo Filippini, che stimò il numero dei morti sull'isola di Cefalonia, esclusi quindi gli annegati, in circa 2 000 unità. L'analisi di Filippini, però, fu rifiutata dagli ambienti accademici, anche a causa dei toni sempre più polemici assunti dal suo autore, e la storiografia ufficiale continuò a dare credito alle stime precedentemente elaborate.
Si dovette così attendere la pubblicazione nel 2013 del fondamentale saggio di Hermann Frank Meyer affinché anche l'accademia accettasse una significativa revisione del numero delle vittime.
L'analisi di Meyer, basate sulla documentazione tedesca, si fondano sulla consistenza della Divisione che, nell'imminenza dell'armistizio, era forte di 11 550 uomini, ridotti dall'autore a circa 10 700 effettivamente presenti sull'isola, in considerazione dell'usuale quota di militari in licenza.
Poiché i tedeschi parlano di 6 400 prigionieri italiani trasportati sulla terraferma, dei quali 1 350 perirono nei naufragi, e di 1 300 prigionieri trattenuti a Cefalonia, ne deriva che i periti sull'isola dovrebbero essere circa 3 000. A questi occorre però sottrarre i soldati che sfuggirono alla cattura perché nascosti dalla popolazione civile o passati con i partigiani greci. Si può quindi affermare che a Cefalonia, fra caduti in combattimento e fucilati, i tedeschi assassinarono poco più di 2 500 uomini che, aggiungendo gli annegati, conducono a una stima di circa 4 000 vittime.
A differenza di quella di Filippini, la stima di Meyer, in considerazione dell'autorevolezza dell'autore e della solidità dei dati su cui si basava, ebbe l'effetto di indurre a drastici ridimensionamenti del computo delle vittime anche in ambito accademico, oltre a produrre un certo imbarazzo fra i tanti che, acriticamente, avevano accettato i primi dati diffusi dalla Presidenza del Consiglio e avevano denigrato il contributo di Filippini. Emblematico, al proposito, quanto scrive Giorgio Rochat: «Devo ammettere di avere contribuito anch'io a questa confusione, nel 1993 scrissi di 6 500 caduti a Cefalonia, faccio ammenda».
Pur nell'impossibilità di giungere a un dato preciso, oggi si può dunque affermare con Gianni Oliva che le «cifre su Cefalonia sono verosimilmente comprese fra un minimo di 3 500 e un massimo di 5 000».

## I processi legati alla vicenda

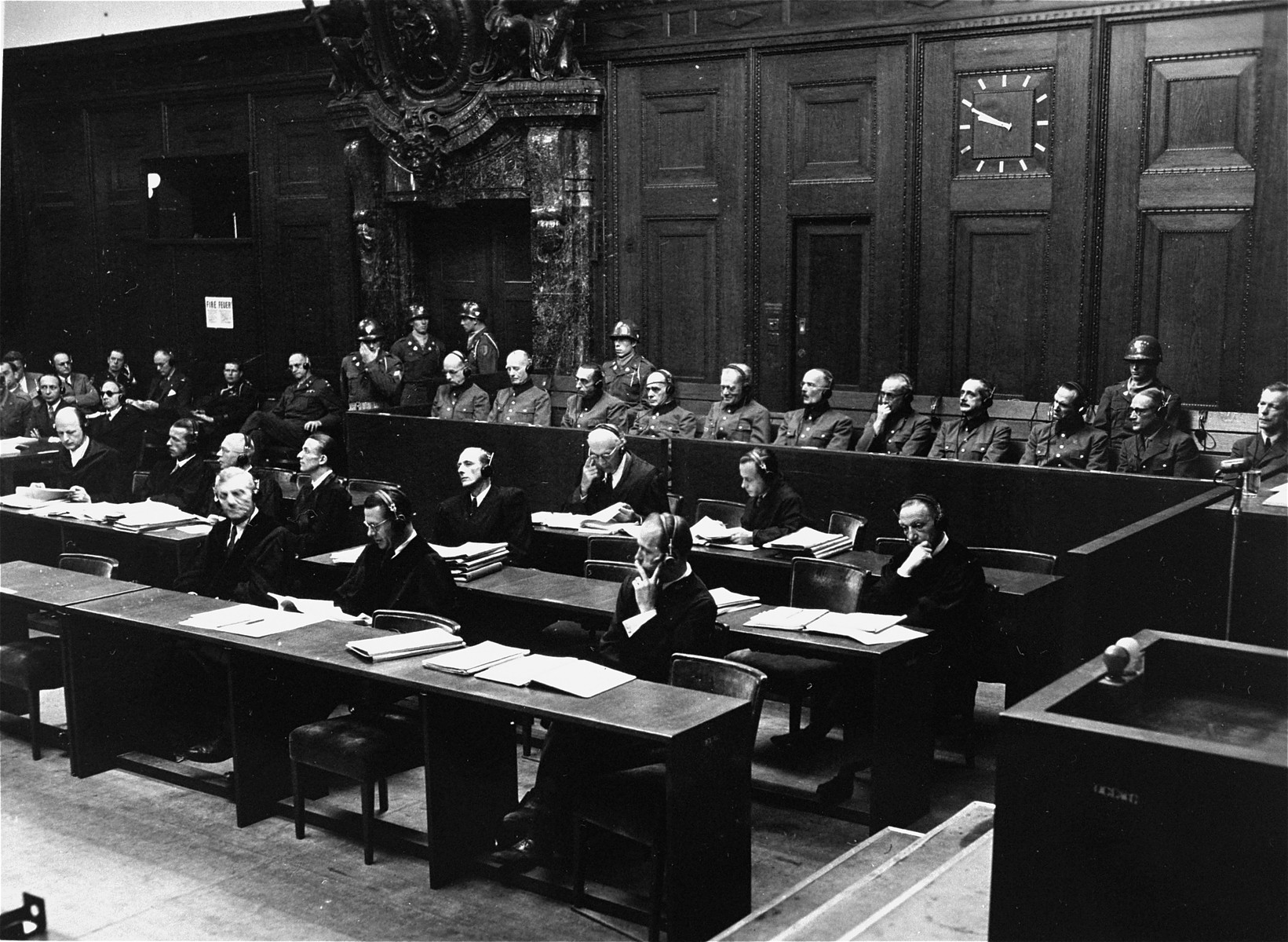
Processo di Norimberga: Lanz è il terzo da destra nel banco degli imputati

L'eccidio di Cefalonia ha tuttora un solo colpevole: il generale Hubert Lanz, capo del XXII Corpo d'armata truppe da montagna della Wehrmacht dall'agosto 1943 all'8 maggio 1945, venne infatti condannato dal tribunale di Norimberga a 12 anni di reclusione, sebbene ne abbia poi scontati solo tre (la pena fu così mite perché, incredibilmente, nessuno si presentò da parte italiana a testimoniare al processo). Nel 1957 in Italia furono prosciolti (secondo alcuni per non danneggiare l'immagine dell'esercito) degli ufficiali della Acqui accusati di aver istigato gli uomini contro i tedeschi dando così origine ai combattimenti e sempre nello stesso anno si iniziò un altro processo nei confronti di 30 ex soldati tedeschi, risoltosi l'anno successivo con un nulla di fatto.
Nel 1964 anche la Germania aprì un'inchiesta sulla vicenda una volta ricevuto del materiale da Simon Wiesenthal, ma quattro anni dopo la procura di Dortmund archiviò il caso per riaprirlo nel 2001, prendendo in esame sette ex ufficiali della Wehrmacht. Tra questi figurava anche Otmar Muhlhauser, capo del plotone di esecuzione che fucilò Gandin, prosciolto dalla procura di Monaco di Baviera nel settembre del 2007 perché reo di aver commesso un omicidio "semplice", non rientrante nella categoria di crimini di guerra; stessa sorte subirono gli altri sei imputati. Dietro la segnalazione di due donne italiane che persero il padre a Cefalonia, la procura militare di Roma aprì un nuovo fascicolo il 2 gennaio 2009 chiamando al banco degli imputati il solo Muhlhauser, ma non si poté fare molto perché il 1º luglio dello stesso anno l'ex militare tedesco, ormai ottantanovenne, morì, e così il processo terminò il 5 novembre (data del rinvio per accertare le condizioni di salute dell'imputato).
All'inizio del 2010 il tribunale militare di Roma ha iniziato una nuova azione legale nei confronti di Gregor Steffens e Peter Werner, entrambi ottantaseienni e appartenuti al 966º Reggimento Granatieri da fortezza, accusati di aver ucciso 170 soldati italiani che si erano arresi. Alla procura di Dortmund nel 1965 e nel 1966 si erano dichiarati innocenti e a Roma i due ex militari hanno fatto altrettanto.
Il 18 ottobre 2013 il Tribunale militare di Roma ha riconosciuto la responsabilità penale del caporale della Edelweiss Alfred Stork condannandolo all'ergastolo per il massacro compiuto nel settembre del 1943 sull'isola di Cefalonia in esecuzione dello specifico ordine di Hitler e in spregio delle convenzioni internazionali che, anche all'epoca dei fatti, imponevano un trattamento umano dei militari che avevano ormai deposto le armi; Stork a suo tempo aveva confessato di aver preso parte alle fucilazioni degli ufficiali della divisione Acqui a Cefalonia nel settembre del 1943.
Il fatto che un semplice caporale abbia subito una condanna così severa è probabilmente ascrivibile al valore simbolico che i giudici intesero dare alla sentenza che, in considerazione dell'età anagrafica dei responsabili ancora perseguibili, si prefigurava come l'ultima tecnicamente emanabile, inoltre «Il tribunale di Roma basò la decisione di condannare al massimo della pena un soldato di così basso grado in forza di alcune circostanze, supportate da numerose prove testimoniali raccolte dalla magistratura tedesca nel corso delle proprie inchieste. In particolare, da tali testimonianze emerse che la partecipazione ai plotoni di esecuzione fu volontaria e che chi si rifiutò di farne parte non subì gravi conseguenze per il proprio gesto.»
Come si è visto, dopo le prime inchieste degli anni 1950, la magistratura italiana tornò a occuparsi dei fatti di Cefalonia solo negli anni 2000: questo prolungato disinteresse della giustizia italiana è dovuto al fatto che i fascicoli riguardanti la strage furono fra i 693 sui quali, il 14 gennaio 1960, il procuratore militare generale Enrico Santacroce pose la dicitura "archiviazione provvisoria". I fascicoli vennero ritrovati solo dopo oltre trent'anni, in uno sgabuzzino della cancelleria della procura militare di Roma. Lo scandalo destato da quella scoperta è passato alla storia con il nome di "armadio della vergogna".
Il principale argomento che i responsabili dell'eccidio opposero, e sul quale si fondano anche alcune letture "revisioniste" dei fatti, consiste nel fatto che il Governo Badoglio dichiarò guerra alla Germania il 13 ottobre 1943; dunque, un mese prima, i soldati italiani di Cefalonia non sarebbero stati dei belligeranti, tutelati dalle convenzioni internazionali, ma franchi tiratori, passibili di fucilazione.
Tale obiezione è stata confutata da Marco de Paolis, secondo il quale la condizione di belligeranti dei soldati italiani trovava fondamento giuridico nell'«esistente stato di guerra fra l'Italia e la Germania, instauratosi di fatto e di diritto fin dal 9 settembre 1943; la qualità di illegittimo invasore rivestita dalla Germania (art. 5 del D. Lgs. Lgt. 27 luglio 1944); la qualità (status) di prigionieri di guerra delle vittime (art. 211 cpmg); e, da ultimo benché ciò sia ovvio, la indiscussa e unica legittimità del governo italiano del Regno d'Italia dopo l'armistizio, diretto dal maresciallo d'Italia e primo ministro Pietro Badoglio». «Dunque, l'Italia era "di fatto" in guerra con la Germania già dal 9 settembre, e lo era in virtù dell'invasione del proprio territorio nazionale per opera delle truppe tedesche, circostanza che i responsabili della strage di Cefalonia non potevano certamente ignorare».

## Il mito di Cefalonia, le polemiche e le letture post-ideologiche
La lettura canonica dell'eccidio di Cefalonia colloca l'evento a pieno titolo nell'ambito della Resistenza al nazifascismo. Rientrano in tale filone sia le letture che vedono nei fanti della Acqui dei veri e propri antifascisti, la cui volontà di opporsi ai tedeschi fu mossa dall'«aspirazione alla libertà», ma anche interpretazioni che li considerano dei patrioti che «Decisero di non cedere le armi. Preferirono combattere e morire per la Patria. Tennero fede al giuramento». In entrambi i casi, la natura resistenziale dell'evento risiederebbe nella consapevolezza della scelta, che trasforma quei soldati da meri esecutori di ordini in combattenti "volontari". Pur avendo la Divisione Acqui combattuto i tedeschi in esecuzione di un ordine giunto dal Comando Supremo, infatti, la maggioranza dei suoi effettivi espresse la volontà di schierarsi contro i tedeschi prima che tale ordine giungesse sull'isola.
Secondo questa interpretazione, la scelta di opporsi ai tedeschi, volontaria e consapevole, fu anche maggioritaria, se non plebiscitaria: quindi la Divisione affrontò lo scontro compatta. Da questo punto di vista, gli acclarati dissidi che emersero prima della battaglia fra gli ufficiali "ribelli" e il "temporeggiatore" Gandin vengono interpretati come la contrapposizione fra l'irruenza dei giovani desiderosi di battersi e il saggio padre di famiglia che, negoziando con i tedeschi, vorrebbe salvare l'onore delle armi e la vita dei propri soldati: un semplice contrasto generazionale che non mette in discussione l'unitarietà di intenti fra il comandante e i propri subalterni. Molti autori sottolineano la bonarietà di questa contrapposizione ricordando come il generale Gandin amasse definire i propri uomini "diecimila figli di mamma", della cui vita egli si sentiva responsabile.
Questi sono i pilastri sui quali si fonda l'idea di Cefalonia come "primo atto della Resistenza", richiamati spesso nella memorialistica e presenti nell'opera di autorevoli storici, primo fra tutti Giorgio Rochat, che colloca Cefalonia fra quelle che egli chiama le quattro resistenze militari: quella dei soldati che si opposero ai tedeschi subito dopo l'armistizio (al cui interno si colloca la nostra vicenda), quella dei militari che si unirono ai partigiani, quella dei reparti che parteciparono alla campagna anglo-americana in Italia e quella degli IMI che rifiutarono di aderire alla RSI.
All'interpretazione canonica si sono sin da subito contrapposte letture polemiche dei fatti: da una parte alcuni sopravvissuti espressero giudizi assai critici nei confronti dell'operato del generale Gandin, considerato troppo debole se non addirittura intenzionato a tradire per portare la Divisione in campo germanico, altri accusarono invece alcuni giovani ufficiali, prevalentemente di complemento, individuando nella loro ribellione contro Gandin la principale causa di uno scontro inutile e della feroce rappresaglia che ne seguì.
Alla frattura fra i sopravvissuti, concretizzatasi in profonde divisioni anche all'interno dell'Associazione che li raccoglieva, corrispondono due interpretazioni storiografiche dei fatti che, per quanto di segno diametralmente opposto, possono entrambe essere ricondotte nell'alveo del revisionismo, inteso come critica del pensiero dominante.
Il primo autore a mettere in discussione la versione canonica dei fatti di Cefalonia non fu uno storico, ma un militare: il tenente colonnello Livio Picozzi, inviato in missione a Cefalonia dallo Stato Maggiore italiano nel 1948 allo scopo di indagare sullo svolgimento dei fatti. Fortemente influenzato dagli ambienti del Ministero della Guerra, al cui interno «era allora prevalente l'interpretazione che l'insubordinazione di alcuni ufficiali aveva portato alle decisioni di Gandin» e che «Le pressioni lo avevano costretto addirittura al combattimento», Picozzi nella sua relazione smonta a uno a uno gli elementi costitutivi del mito di Cefalonia.
Picozzi ascrive la volontà della truppa di battersi non a valori quali il patriottismo o l'antifascismo, quanto, piuttosto, all'effetto della sobillazione di alcuni ufficiali, la cui azione fu tollerata da Gandin, accusato di non aver saputo mantenere la disciplina. Anche la combattività dei soldati italiani viene messa in discussione da Picozzi, attraverso la drastica riduzione del numero di caduti tedeschi.
Le tesi di Picozzi hanno certamente ispirato l'opera del ricercatore storico Massimo Filippini, «strenuo accusatore dei giovani ufficiali "ribelli", cui l'autore imputa la responsabilità, non solo morale, del tragico epilogo dei fatti di Cefalonia». Il principale responsabile, fra i molti che da subito si schierarono in favore dello scontro con i tedeschi, viene individuato nella persona del capitano Renzo Apollonio, al quale Filippini attribuisce anche l'onta di avere collaborato con i tedeschi dopo la battaglia. Secondo Filippini, Apollonio e gli altri si macchiarono dei reati di insubordinazione, di cospirazione e di ribellione, intralciando l'opera di Gandin che, lungi dal voler tradire, stava solamente cercando una soluzione pacifica e, soprattutto, onorevole a quella complicata situazione in cui si era venuta a trovare la Divisione. Si noti che l'ipotesi della sobillazione, unitamente a un giudizio critico sull'operato di Apollonio, in tempi recenti è stata ripresa da una storica di indiscusso valore quale Elena Aga Rossi.
Ma il revisionismo di Filippini va oltre, egli è infatti uno dei sostenitori della liceità della fucilazione dei prigionieri italiani, fondando la propria affermazione sulla nota argomentazione che, in assenza di una dichiarazione di guerra, questi erano da considerarsi franchi tiratori, argomentazione priva di fondamento giuridico, come dettagliatamente dimostrato da Marco de Paolis.
Idee simili a quelle di Filippini sono espresse da Gianfranco Ianni il quale, nel monumentale saggio da lui dedicato all'eccidio di Cefalonia, riporta il testo di un'intervista concessagli dal capitano Amos Pampaloni. Nel corso della conversazione con Ianni, l'anziano ex artigliere si esprime in modo molto critico sulle scelte che condussero lui e gli altri giovani ufficiali a opporsi all'azione diplomatica di Gandin, fino ad ammettere una responsabilità nel tragico epilogo della vicenda.
L'«importante intervista» realizzata da Gianfranco Ianni deve essere letta alla luce della condizione umana dell'intervistato che, prossimo alla fine, era probabilmente ansioso di liberarsi del peso di quelle accuse - fondate o meno che fossero - che per tutta la vita gli erano state mosse da una parte dei suoi commilitoni e, soprattutto, da alcuni famigliari dei caduti. Oltre che dalle comprensibili angosce dell'intervistato, i contenuti del testo risultano anche evidentemente influenzati dai dissapori che, sin dal rientro in Patria, lo avevano diviso dal capitano Renzo Apollonio, sul quale Pampaloni, nel corso dell'intervista, non manca di esprimere giudizi negativi.
Opposte a quelle di Filippini e di Ianni sono le tesi dello storico Paolo Paoletti, il principale accusatore di Gandin, secondo il quale il generale dopo l'armistizio agì con l'intento di condurre la Divisione in campo tedesco. Paoletti va dunque oltre le accuse di inettitudine e debolezza comunemente rivolte al generale dai suoi detrattori: Gandin, da subito, intese consegnare la divisione in armi ai tedeschi per continuare a combattere al loro fianco e, a tal fine, negoziò con loro. L'oggetto delle trattative fra Gandin e il comando germanico furono, secondo Paoletti, le questioni pratiche di questo passaggio e non le condizioni per un rientro onorevole in Patria della Divisione. Ribaltando la visione di Filippini, secondo Paoletti i giovani ufficiali "ribelli" e, in particolare, il capitano Renzo Apollonio furono degli eroi, la cui intraprendenza fece fallire il piano del "traditore" Gandin. Dunque, Gandin tradì la propria Patria, tentando di portare la Divisione in campo nemico, ma tradì anche i tedeschi, quando, costretto dai propri subalterni, ordinò alla Acqui di combattere contro la Wehrmacht, secondo Paoletti per questo motivo Gandin non fu fucilato insieme agli altri ufficiali.
Anche Paoletti trae spunto dall'opera demolitrice del mito di Cefalonia compiuta da Picozzi, il quale, come detto, affermò che il numero di caduti tedeschi era decisamente inferiore a quanto sostenuto dalla storiografia ufficiale. Questo, secondo Paoletti, non è da ricondurre alla scarsa combattività dei militari italiani, come sostenuto da Picozzi, ma alla volontà di Gandin di non colpire duramente i suoi "amici" tedeschi, rinunciando sistematicamente ad attuare tattiche efficaci, come, per esempio, le azioni notturne, le uniche nelle quali gli italiani, in assenza dei micidiali bombardamenti degli Stuka, avrebbero potuto battersi in condizioni di parità.
Le opere di Filippini e di Paoletti sostengono tesi assai discutibili, espresse sovente con toni polemici, e per questo sono state spesso ignorate in ambito accademico, occorre però osservare che esse si fondano su serie basi di studio e hanno portato a significativi progressi nella conoscenza dei fatti di Cefalonia, basti ricordare che il primo a dimostrare l'infondatezza della stima di oltre 9 000 morti è stato Filippini e che, grazie al grande lavoro di ricerca svolto negli archivi tedeschi, Paoletti ha portato alla luce numerosi documenti germanici inediti.
In tempi più recenti, alla lettura canonica e a quelle revisioniste della vicenda si sono aggiunte interpretazioni che spostano dalla sfera ideologica a quella morale la scelta dei soldati della Acqui.
Secondo Gian Enrico Rusconi il primo desiderio di quegli uomini era di fare ritorno a casa, ma non a ogni costo: conservando le armi, in modo sicuro e onorevole, come si conviene a un soldato che ha fatto il proprio dovere. Si tratta di un netto ridimensionamento dell'epopea di Cefalonia che però «non priva i soldati della Acqui di un aspetto "eroico": non l'eroismo del martire politico o del soldato fedele sino all'estremo sacrificio, ma quello del buon padre di famiglia, che, armi in pugno, tenta di aprirsi la strada per tornare a casa, rifiutando di cedere a compromessi disonorevoli».
Pur ritenendo rilevante la fedeltà al giuramento e il sentimento antifascista, anche Patrizia Gabrielli propone una lettura non convenzionale dei fatti: «la lontananza da casa, la perdita del ruolo di capofamiglia, oramai integralmente ricoperto dalle donne di casa, l'apatia e la frustrazione dovute alla lunga inattività potrebbero avere spinto quegli uomini a battersi per rivendicare, contro le umilianti condizioni imposte dai tedeschi, la propria dignità, in realtà mai venuta meno nel corso di quella apparente villeggiatura che, a differenza di quanto descritto nel film Mediterraneo, non fece perdere loro il senso di responsabilità».
Merita infine ricordare un tentativo di mediare fra le differenti letture realizzato da Silvio Olivero che, preso atto della diversità di vedute che caratterizzò i soldati della Acqui nell'imminenza dello scontro e della molteplicità di possibili motivazioni che li spinsero a combattere, tutte plausibili e degne di essere ricordate, individua il principale merito di quegli uomini proprio nella capacità da essi dimostrata di appianare le divergenze. Secondo Olivero: «Mossi da motivazioni tanto diverse (la lealtà alla Corona, l'obbedienza militare, l'antifascismo, la volontà di riscatto, il desiderio di tornare a casa onorevolmente) i soldati della Acqui furono quindi i primi italiani a lasciarsi alle spalle le feroci divisioni che in Italia avrebbero procurato innumerevoli lutti»; a Cefalonia «si palesarono le divisioni che in Italia avrebbero condotto alla guerra civile, ma i soldati della Acqui seppero superarle: essi furono i primi combattenti della Resistenza, ma anche - e soprattutto - i primi italiani che ritrovarono l'unità superando le differenze che li contrapponevano».

## Cerimonie, documentari e copertura mediatica

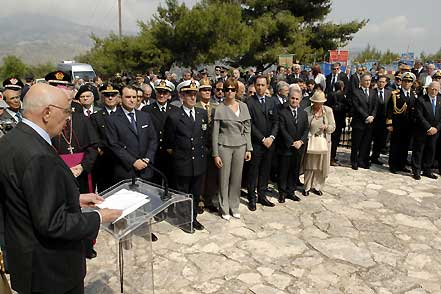
Il Presidente della Repubblica Italiana Giorgio Napolitano durante il suo discorso tenuto a Cefalonia il 25 aprile 2007

A ricordo della Divisione Acqui è stato eretto un monumento di Mario Salazzari a Verona, e il 21 settembre di ogni anno viene commemorato l'eccidio alla presenza di autorità civili e militari.
- Il 1º marzo 1953, il Presidente della Repubblica Italiana Luigi Einaudi ha assistito al ritorno dei resti dei soldati, durante una grandiosa cerimonia al porto di Bari.
- Il 22 novembre 1980 il Presidente della Repubblica Sandro Pertini è il primo rappresentante dello Stato italiano a recarsi a Cefalonia: visita il Monumento ai Caduti della Divisione Acqui, da poco eretto (1978-1979), e il giorno seguente, in un discorso ufficiale rivolto al Ministro della Difesa greco Evangelos Averoff, sottolinea, tra le altre cose, che «proprio qui, il martirio del popolo greco e di quello italiano si sono uniti. E si sono uniti in un'unione di sacrificio e di sangue, come per suggellare quella che deve essere l'alleanza fra la Grecia e l'Italia».[91]
- Nel 1993, lo scrittore britannico Louis de Bernières pubblicò il suo romanzo di maggior successo dal nome Captain Corelli's Mandolin ispirato dall'eccidio. Il libro ottenne un ottimo successo di critica e di pubblico e nel 2001 venne portato sullo schermo dal regista John Madden e con la presenza del Premio Oscar Nicolas Cage nel ruolo del Capitano protagonista. Il titolo in italiano scelto per il film, accolto peraltro freddamente da pubblico e critica, è stato Il mandolino del capitano Corelli.
- Il 1º marzo 2001 il Presidente della Repubblica Italiana Carlo Azeglio Ciampi ha visitato Cefalonia pronunciando un discorso sottolineando come "la loro scelta [della Divisione Acqui] consapevole fu il primo atto della Resistenza, di un'Italia libera dal fascismo"[92].
- Filatelia: Monumento ai caduti, Eccidio della Divisione Acqui.[93]
- Nel 2005 è stata trasmessa su Rai Uno una serie televisiva sull'eccidio intitolata Cefalonia, con la regia di Riccardo Milani e la colonna sonora di Ennio Morricone.
- Il 25 aprile 2007 il Presidente della Repubblica Italiana Giorgio Napolitano, dicendo di "ispirarsi al suo predecessore" Ciampi, ha voluto festeggiare il 62º anniversario della Liberazione anche a Cefalonia: si è trattato, oltre che di un omaggio dal notevole valore simbolico, anche della prima volta in assoluto che la ricorrenza del 25 aprile è stata festeggiata da un Presidente della Repubblica in carica al di fuori dei confini nazionali.
- La serie La Storia siamo noi ha dedicato una puntata ai fatti di Cefalonia intitolata Cefalonia 1943 - La strage nazista della divisione Acqui[94].
- Nel 2014 è stato realizzato il documentario Tornando a casa, per la regia di Claudio Costa che ha per protagonista Bruno Bertoldi reduce della Divisione Acqui e autista personale del Generale di brigata Luigi Gherzi. Bertoldi riuscì a fuggire miracolosamente e a nascondersi nei tragici momenti della resa dei conti tra italiani e tedeschi. Secondo la testimonianza di Bertoldi il generale Gandin non fece mai un referendum tra la truppa e Apollonio collaborò con i tedeschi dopo la fine dei combattimenti per evitare ritorsioni.
- Dal 2012, in Abruzzo, il Circolo Filatelico Numismatico Rosetano e l'Associazione Culturale Terra e Mare, con il patrocinio dell'amministrazione comunale di Roseto degli Abruzzi (Teramo), organizza la manifestazione-ricordo "Per non dimenticare", moderata dal giornalista Walter De Berardinis.
- Nel 2017 è stato realizzato il documentario Uno scalpellino a Cefalonia per la regia di Claudio Costa che ha per protagonista Alberto Di Bernardini reduce della Divisione Acqui. Di Bernardini rimasto incolume durante gli scontri con i tedeschi dopo l'8 settembre fu portato in Jugoslavia dai tedeschi e utilizzato come lavorante insieme ad altri commilitoni. L'avanzata dei russi gli permise di fuggire e tornare poi a guerra finita a Marino sua città natale.
- Nel 2017 il reduce della Divisione Acqui Michele Zucchi ha narrato la sua esperienza a Cefalonia in un documentario dal titolo La divisione Acqui a Cefalonia diretto da Claudio Costa. Zucchi che sopravvisse ai combattimenti con i tedeschi, venne fatto prigioniero e si salvò anche dal naufragio di una delle navi che trasportavano i prigionieri italiani. Successivamente fu portato in Russia dai tedeschi come lavorante. Poi venne liberato dai russi a fine guerra.
- Il 28 ottobre 2018 - in occasione della Festa Nazionale ellenica del "Giorno del NO", ovvero del no pronunciato dal Primo Ministro ellenico Metaxàs alla richiesta di Mussolini di attraversare con le sue truppe il confine tra Albania e Grecia e che segnò l'inizio della Campagna di Grecia e la conseguente occupazione italiana - il Presidente della Repubblica italiana Sergio Mattarella, su invito del suo omologo ellenico, Prokòpios Pavlòpoulos, commemora il 75º Anniversario dell'eccidio della Divisione Acqui. Nella dichiarazione rilasciata ai giornalisti presenti il presidente Mattarella ha sottolineato che: "La nuova Grecia e la nuova Italia sono nate dalla resistenza al nazifascismo e hanno ripudiato la guerra. Dopo le terribili guerre del secolo scorso che hanno dilaniato l'Europa, l'Unione europea ha avviato un percorso di mettere il futuro in comune per i popoli europei, assicurando pace, amicizia e collaborazione".[95]

## Insigniti della Medaglia d'Oro al Valor Militare per i fatti di Cefalonia
- 17º Reggimento addestramento volontari "Acqui"
- 33º Reggimento artiglieria terrestre "Acqui"
- Abele Ambrosini
- Marcello Bonacchi
- Primo Cai
- Antonio Cei
- Antonio Cianciullo
- Antonio Gandin
- Luigi Gherzi
- Arturo Lorandi
- Benedetto Ippolito Maffeis
- Giovanni Maltese
- Mario Mastrangelo
- Achille Olivieri
- Amos Pampaloni
- Orazio Petruccelli
- Armando Pica
- Alfredo Sandulli Mercuro
- Antonio Valgoi
- Zefferino Zampieri

## Filmografia
- Il mandolino del capitano Corelli (Captain Corelli's Mandolin) è un film del 2001 diretto da John Madden, ambientato dal 1941 al 1953 a Cefalonia, tratto dall'omonimo romanzo di Louis de Bernières.
- Cefalonia (miniserie televisiva) è una miniserie televisiva del 2005 diretta da Riccardo Milani con musiche di Ennio Morricone.

### Audiovisivi
- Amos Pampaloni, Renzo Apollonio e Gennaro Tomasi, Tragico e glorioso 1943, Rai - RaiStoria - ReStore, 1973,  a 00:20.
- Cefalonia: non immaginavo che ci ammazzassero, documentario radiofonico di Mauro De Cillis, Massimo Forleo, Emilia Morelli e Francesca Vitale (Rai Radio Uno), presentato al Prix Italia 2006 e poi compreso nell'antologia "Cento voci dall'Italia" (Rai Teche, 2011).
- Tornando a casa, documentario del 2014 con Bruno Bertoldi reduce della Divisione Acqui. - IMDB
- Uno scalpellino a Cefalonia, documentario del 2017 con Alberto Di Bernardini reduce della Divisione Acqui. - IMDB
- La Divisione Acqui a Cefalonia del 2017 con Michele Zucchi reduce della Divisione Acqui. -